# Stockachi csata (1800)
Ez a szócikk a második stockachi csatáról (1800) szól, az első stockachi csatáról (1799) lásd stockachi csata (1799)
A második stockachi csata 1800. május 3-án a Második koalíciós háború során zajlott le a Claude Lecourbe vezette francia és a Joseph Marie de Vaudémont irányította osztrák seregek között és a franciák győzelmével ért véget.

## Háttér
1800. április 27. és május 2. között a Moreau vezette francia hadsereg  körülbelül 100 000 katonával átkelt a Rajnán  és betört a Duna és a Boden-tó közé. Vele szemben az osztrák hadsereg parancsnoka, Kray Pál állt,  aki Engen irányából várta a franciákat.

## A csata
Miközben Moreau Engennél megakadt, Lecourbe, aki Moreau jobb szárnyának parancsnoka volt, meglepte a Vaudémont vezette osztrák balszárnyat, mielőtt csatlakozhattak volna hozzá Kray erői.
Reggel 7 óra körül Lecourbe úgy manőverezett, hogy körbevegye a várost, de osztrákok az erdő felől várták a franciákat, ám Nansouty erőinek dragonyos lovassága bevágtatott a városba.
A franciák legalább kétszer összecsaptak az ellenség vitézül ellenálló seregeivel. Az osztrák gyalogság a tüzérség támogatásával jól működött. Molitor francia marsall ismételten támadott a balszárnyon, ami lehetővé tette, hogy Vandamme erői meghátrálásra kényszerítsék az osztrákokat. Míg azok találgatták a manőver célját, az utóbbi támadással, Montrichard francia tábornok alkalmasnak találta ezt a pillanatot arra, hogy támadást indítson a centrumból, betört a városba és győzelmet aratott.

## Következmények
Vaudémont seregétől körbefogva, Kray hadserege visszavonult Moeskirchbe, így  hátrahagyott 3-4000 foglyot, néhány ágyút, és nagy készletek is a franciák kezére kerültek.

## Fordítás
- Ez a szócikk részben vagy egészben  a   Bataille de Stockach (1800) című francia Wikipédia-szócikk fordításán alapul.  Az eredeti cikk szerkesztőit annak laptörténete sorolja fel. Ez a jelzés csupán a megfogalmazás eredetét és a szerzői jogokat jelzi, nem szolgál a cikkben szereplő információk forrásmegjelöléseként.